# Imprese (marketing)
Imprese je v online marketingu výraz označující zobrazení reklamního banneru.
Slovo impress se dá z angličtiny přeložit jako zapůsobit, udělat dojem, nebo vtisknout. Zobrazení banneru však neznamená, že uživatel internetu zaručeně reklamní banner svým zrakem zaregistroval, nebo přijal jeho sdělení. Znamená to však, že www stránka, na které je reklamní banner umístěný, byla spolu s bannerem načtena.
Znalost počtu impresí je pro správné vyhodnocení reklamních kampaní důležitá. V současné době je hodnocení doplňováno i počtem uskutečněných prokliků (platba za kliknutí) v případě odlišných cílů, nebo při výpočtu míry prokliku (anglicky click-through rate, odtud zkratka CTR), kde je vyjádřeno procento uskutečněných prokliků oproti celkovému počtu zobrazení reklamního banneru.
V rámci reklamního cílení je možné, že inzerent nechává své bannery zobrazovat na partnerských serverech, v rámci obsahové sítě, například Skliku (Seznam.cz) nebo Adwords (Google), anebo jejich zobrazení vyjedná sám, přímým oslovením nebo pomocí zastoupení, s provozovatelem konkrétního internetového serveru.

## Cena za impresi
Cena se určuje ve většině případů za tisíc (CPT, Cost Per Thousand) až jeden milion impresí (zobrazení) jednoho reklamního banneru. Ceny se odvíjejí také od umístění a velikosti banneru, tématu serveru a na základě reálných uživatelů a jejich demografických a hospodářských parametrů, které lze zjistit z měření a statistik například v Google Analytics.
Platba za počet zobrazení se nazývá PPV (Pay per View). Orientačně se ceny pohybují od 5 Kč do 3 000 Kč za tisíc zobrazení. Například u internetového magazínu zaměřeného na Auto-moto bude za banner v záhlaví stránky CPT 350 Kč, tedy za každých tisíc zobrazení zaplatí inzerent 350 Kč.[zdroj?]
Impresi jako počet zhlédnutí spotřebitelem však lze počítat i v ostatních médiích – například v televizi či tisku.